# 서산고북농공단지
서산고북농공단지는 대한민국 충청남도 서산시 고북면 가구리]]에 있는 농공단지이다. 1990년 2월 3일 농공단지 지정 승인되어 서산시가 총사업비 36억원을 투입하여 조성하였으며, 1994년 1월 11일에 준공되었다. 총 조성면적은 124,631 m2로 섬유제품, 1차금속, 전기장비, 자동차 부품 제조업 등을 주요 유치업종으로 하고 있으며, 현재 ㈜코넥, 루벤스카페트, 한국코카콜라㈜ 등 13개의 업체가 입주해있다.